# Rally de La Coruña de 1968
El Rally de La Coruña de 1968 fue la segunda edición y la novena cita de la temporada 1968 del Campeonato de España de Rally. Se celebró del 26 al 28 de julio.

## Clasificación final
| Pos. | Piloto              | Copiloto      | Automóvil             | Tiempo | Diferencia |
| ---- | ------------------- | ------------- | --------------------- | ------ | ---------- |
| 1.   | Estanislao Reverter | Julio Leal    | Lancia Fulvia HF 1300 |        | 0.0        |
| 2.   | Lucas Sainz         | Ricardo Muñoz | Alpine 1300           |        |            |
| 3.   | Eusebio Bonjoch     | González      | SEAT Abarth           |        |            |
| 4.   | Carlos Arrojo       | Murillo       | SEAT 600 D            |        |            |
| 5.   | Santiago Salido     | Andrade       | Renault 8 Gordini     |        |            |
| 6.   | Bandera de ?        | Bandera de ?  |                       |        |            |
| 7.   | Bandera de ?        | Bandera de ?  |                       |        |            |
| 8.   | Bandera de ?        | Bandera de ?  |                       |        |            |
| 9.   | Bandera de ?        | Bandera de ?  |                       |        |            |
| 10.  | Bandera de ?        | Bandera de ?  |                       |        |            |